# Jorge de Bagration
Książę Jorge de Bagration y de Mukhrani (Giorgi Bagration-Mukhraneli, George Bagration of Mukhrani, gruz. გიორგი (ხორხე) ბაგრატიონ-მუხრანელი, ur. 22 lutego 1944 roku w Rzymie, zm. 16 stycznia 2008 roku w Tbilisi) – członek dynastii Bagrationów i następca historycznego tronu w Gruzji. Jego ojciec wyemigrował do Włoch w czasie Rewolucji Bolszewickiej. Posiadał także hiszpańskie obywatelstwo, z którym startował w wyścigach samochodowych.

## Kariera wyścigowa
De Bagration rozpoczął karierę w międzynarodowych wyścigach samochodowych w 1968 roku od startu w dywizji 3 European Touring Car Championship. Z dorobkiem jednego punktu uplasował się tam na 39 pozycji w klasyfikacji generalnej. W tym samym roku dołączył także do stawki Europejskiej Formuły 2. W późniejszych latach Hiszpan pojawiał się także w stawce Spanish Touring Car Championship, 24-godzinnego wyścigu Spa, Torneio do Brasil, 200 Millas de Buenos Aires, 4 Hours of Jarama, 6 Hours of Jarama, 1000 km of Barcelona, European 2-litre Sports Car Championship for Makes, Nürburgring 500 Kilometres, 24-godzinnego wyścigu Le Mans oraz 1000 Km de Dijon.
W Europejskiej Formule 2 Hiszpan wystartował w dwóch wyścigach sezonu 1968 z zespołem Escuderia Nacional. Z dorobkiem dwóch punktów uplasował się tam na siedemnastym miejscu w końcowej klasyfikacji kierowców.